# 貝格曼1896型手槍
貝格曼1896型是由德國人特奧多爾·貝格曼（Theodor Bergmann）設計的一種半自動手槍。該槍與博查特C-93及毛瑟C96兩款半自動手槍同年推出，但卻沒有像它們一樣獲得巨大的成功。該槍採用簡單的反沖作用機制運作，並以內置彈倉供彈，載彈量為5發，子彈能夠以彈夾條壓入。

## 使用國
- 德意志帝國

## 外部連結
- Bergmann 1896 nº 2 in 5x15mm （页面存档备份，存于）

## 另見
- 博查特C-93手槍
- 魯格手槍
- 毛瑟C96手槍
- 貝格曼-貝亞德手槍（英语：Bergmann-Bayard pistol）